# TKUスーパーニュースぴゅあピュア
『TKUスーパーニュースぴゅあピュア』（ティーケーユースーパーニュースぴゅあピュア、通称「ぴゅあピュア」）は、2002年4月1日から2013年3月29日まで11年間、テレビ熊本で平日に生放送されていた夕方ワイド番組である（祝日にも放送あり）。ハイビジョン制作（ハイビジョン放送は地上デジタル放送のみで実施）。
土曜日と日曜日には『FNNスーパーニュースWEEKEND』と題して放送されていた。

## 番組概要
- 17:54 - 18:15は東京からの「FNNスーパーニュース」を放送し、18:15 - 19:00はローカルニュースなどを中心に放送している。
- 2007年10月1日から、FNNスーパーニュースの開始時間が2分前倒しになるため、それに合わせ、この番組は同日から番組が16:52からスタートとなった。

### 2008年秋改編
- 2008年9月29日より、番組の大幅リニューアルが行われ、メインキャスターに郡司琢哉・中原理菜（2人ともTKUアナウンサー）が加わった。郡司アナは改編前まで気象予報士として天気コーナーを担当していた為、ポジションチェンジにあたる。

- リニューアル前の番宣CMでは「ぴゅあピュアは、もっとぴゅあピュアへ」をキャッチフレーズとしていた。

- 尾谷アナはリニューアル後もメインキャスターとして出演するが、荒木アナは同日をもって卒業した。

- 番組改編までは番組のオープニング後すぐ、東京からのFNNスーパーニュースを放送していたが、地元の話題をより多く放送するため、その方法をやめて特集コーナーを長く放送するようになった。

- 「クイズDEゲット」も番組改編を機にリニューアルし、エントリー方法としてハガキでのエントリーも可能となったほか、クイズが3枚のカード（赤・青・黄）から選んで答える形式となった。

- また、今まではクイズに正解した数だけしか、賞品が選べなかったが、リニューアル後は、1列目の賞品を選んだ後、2列目・3列目と選ぶようになった。2列目には、ゲームが終了する「終了カード」が2枚、3列目には、選んだ賞品が没収される「没収カード」と「終了カード」がそれぞれ1枚入っている。

### 2009年春改編
- 2009年3月30日より、番組の大幅リニューアルが行われ、第1部（17時台）と第2部（18時台）の2部構成となった。

- 今まで共通に出演していたメインキャスターが第1部と第2部で変わることになり、第1部（17時台）には、かつて本番組の司会者を務めていた藤本アナと荒木アナが出演し、第2部（18時台）は今まで通り尾谷アナ・郡司アナ・中原アナの3人が出演することになる。

- また、今回の大幅リニューアルを機に番組のタイトルロゴやスタジオセットが変更になった。

- 「クイズDEゲット」は番組改編により終了され、新たに「てれくまサイコロ」がスタートしたが、同年5月29日をもって終了。

- 同年6月1日からは「ペアリングマッチ」がスタートしたものの、こちらも程なく終了した。

### 2011年秋改編
- 番組開始当初から（一部期間を除き）出演してきたメインキャスターの藤本愛英アナウンサーが2011年9月30日でTKU退社に伴い番組を卒業。

- 後任には第2部を担当している中原理菜アナウンサーが起用された（第2部の天気予報コーナーは引き続き担当する）。

### 2012年春改編
- 2012年4月2日より、番組開始時間が2分前倒しされ、16:50から開始する。

- 合わせて出演者も変更され、第1部のキャスターには水上清乃（かつて「クイズDEゲット」に出演していたこともある）と後藤祐太アナウンサー、第2部の天気予報コーナーは寺田菜々海アナウンサーが担当する（第2部の尾谷アナと郡司アナは引き続き出演する）。

- なお、荒木アナと中原アナは、2012年3月30日をもって番組を卒業となった。

### 2013年春改編
- 2013年3月22日をもって第1部（17時台）の放送を終了した。番組は約11年の長い歴史に幕を閉じた。

- なお熊本の旬の情報は、同年4月1日放送開始の朝枠へ移動する情報番組「英太郎のかたらんね」で伝える他、金曜の第1部（17時台）で放送されていた中継企画「くまモンキャラバン」もこの番組に引き継がれ、毎週木曜に「出張!くまモンとかたらんね」がスタートする。

- 2013年3月29日をもって第2部（18時台）の放送が終了され、同年4月1日から2015年3月27日までは、番組名も「TKU Super NEWS」に改称し、日本・世界・熊本のニュースを伝える報道番組にリニューアルすることになった。

## 歴代出演者
| 期間      | 期間      | メインキャスター    | メインキャスター | メインキャスター    | メインキャスター    | 天気予報「ぴゅあピュア気象台」 |
| 期間      | 期間      | 男性                | 男性             | 女性                | 女性                | 天気予報「ぴゅあピュア気象台」 |
| 期間      | 期間      | 第1部               | 第2部            | 第1部               | 第2部               | 天気予報「ぴゅあピュア気象台」 |
| --------- | --------- | ------------------- | ---------------- | ------------------- | ------------------- | ------------------------------ |
| 2002.4.1  | 2003.3.28 | しみずひろ 郡司琢哉 | 荒木恒竹         | 藤本愛英            | 尾谷いずみ          | 郡司琢哉                       |
| 2003.3.31 | 2008.9.26 | 荒木恒竹            | 荒木恒竹         | 尾谷いずみ          | 尾谷いずみ          | 郡司琢哉                       |
| 2008.9.29 | 2009.3.27 | 郡司琢哉            | 郡司琢哉         | 尾谷いずみ 中原理菜 | 尾谷いずみ 中原理菜 | 中原理菜                       |
| 2009.3.30 | 2011.9.30 | 荒木恒竹            | 郡司琢哉         | 藤本愛英            | 尾谷いずみ 中原理菜 | 中原理菜                       |
| 2011.10.3 | 2012.3.30 | 荒木恒竹            | 郡司琢哉         | 中原理菜            | 尾谷いずみ          | 中原理菜                       |
| 2012.4.2  | 2013.3.29 | 後藤祐太            | 郡司琢哉         | 水上清乃            | 尾谷いずみ          | 寺田菜々海                     |

### リポーター
- 緒方由美 - 金曜の「くまモンキャラバン」キャスターも兼任。
- 太田弘樹
- noa（タレント、株式会社桃（MOMO）所属）
- 鬼塚えりこ

### コメンテーター
第1部
- 月曜日 河津和明（弁護士、河津和明弁護士事務所所長） - 途中降板。
- 火曜日 河上浩一（福田病院院長） - 2010年3月まで出演。
- 火曜日 新堀曜子（福田病院医師） - 2010年4月から出演。
- 水曜日 村上光太郎（崇城大学薬学部教授） - 途中降板。
- 木曜日 山下佐江子（フードコーディネーター） - 途中降板。
- 木曜日 堀内賢二（杉村病院副院長） - 2011年4月から出演。
- 金曜日 西勝英（桜十字病院総院長）

第2部
- 月曜日 - 金曜日 中村道夫（ジャーナリスト・元熊本日日新聞論説委員） - 放送開始から2011年4月1日まで出演。
- 月曜日 - 金曜日 平野有益（熊本日日新聞社元副編集局長） - 2011年4月4日から出演。

### その他の出演者
- 野田亜紅（当時TKUアナウンサー）
- 山本琢也（当時TKUアナウンサー）
- 田中朝子（当時TKUアナウンサー）

## 放送時間
いずれもJST。
- 月曜日 - 金曜日 16:54 - 19:00（2002年4月1日 - 2007年9月28日）
- 月曜日 - 金曜日 16:52 - 19:00（2007年10月1日 - 2012年3月30日）
  - 2008年1月4日には『FNNスーパーニュース』を16:52から放送したため、熊本からの17時台は放送を休止。
  - 2011年3月11日に東日本大震災が発生したことにより、同日・3月14日 - 3月18日・3月21日 - 3月25日・3月28日 - 4月1日には放送を休止。
- 月曜日 - 金曜日 16:50 - 19:00（2012年4月2日 - 2013年3月29日）

## 主なコーナー
- ローカルニュース
- 特集
- 曜日別日替わりコーナー
- 天気予報「ぴゅあピュア気象台」

## 曜日別日替わりコーナー
第1部（16:50 - 17:54）
- 金曜日：「くまモンキャラバン」（2012年4月 - 2013年3月）
- 月曜日 - 金曜日：「料理の鉄人」（料理コーナー）
- 月曜日 - 金曜日：「フォトグラ!」（視聴者参加の写真投稿コーナー、2012年10月 - 2013年3月）

第2部（18:15 - 19:00）
- 月曜日：「ニュース最前線」
- 火曜日：「ビジネス最前線 -THE BUSINESS FRONT LINE-」 - 2009年3月30日開始。
- 水曜日：「年中夢中 チアスポ!!」 - 2009年4月1日開始。2010年4月に「チアスポ!!」から現コーナー名に変更。
- 木曜日：「メイドイン熊本」
- 金曜日：「ウィークエンドチェック」、「ウィークリーフラッシュ・アクセスランキング」 - 1週間のニュースの中で、最もアクセス数が多かったトップ10のニュースを紹介するコーナー。守田喬が2011年10月31日にTKUを退社するまで同コーナーのナレーションを担当していた。

## スタッフ
- 技術：西有司、立山秀登、南大、米本剛精、冨田武司、吉村達夫、田中守、出口雄一、田中隆
- カメラ：黒木一彦、田口哲也、岸本喜裕
- 照明：浦部英正
- 音響効果：山村潤
- タイムキーパー：森麻由香、福島睦子
- 編集：倉岡英二、村中洋生
- ディレクター：有村浩介、東哲也、上村竜太郎、西谷英敏、可児博史
- デスク：池島勇三
- メインデスク：伊藤典昭
- プロデューサー：本田裕茂
- 制作著作：テレビ熊本